# Herbert Wachter
Herbert Wachter (* 4. Mai 1950 in Villach) ist ein ehemaliger österreichischer Skilangläufer. Er ist 10-facher österreichischer Meister und nahm 1972 und 1976 an den Olympischen Winterspielen teil.

## Werdegang
Wachter begann im Alter von 14 Jahren mit dem Skilaufen bei Union Velden. In den folgenden sieben Jahren konnte er sich bis in den Nationalkader kämpfen. 1971 gewann er bei den Österreichischen Meisterschaften seinen ersten Einzeltitel über 15 km sowie seinen ersten Staffeltitel. Ein Jahr später gehörte er zum Kader für die Olympischen Winterspiele 1972 in Sapporo, die zugleich als Nordische Skiweltmeisterschaften gewertet wurden. Dort wurde er 42 über die 15 km und 33. über die 30-km-Einzeldistanz. Mit der Staffel, zu der auch Josef Hauser, Ulli Öhlböck und Heinrich Wallner schied er auf 13. Position liegend vorzeitig aus und erreichte nicht das Ziel. Der gelernte Töpfer und Fliesenleger ging kurz darauf zur Zollwache, um seinen Fokus auf den Sport zu legen. 1973 gewann er bei den Österreichischen Meisterschaften beide Einzeltitel und gewann mit der Kärntner Staffel auch den dritten Wettbewerb. Beim internationalen FIS-Rennen in Ramsau am Dachstein siegte er über 15 km und gewann damit das einzige Rennen seiner Karriere auf internationaler Ebene. Bei den Nordischen Skiweltmeisterschaften 1974 in Falun erreichte er Platz 36 über 15 km, Platz 29 über 30 km und Platz 27 über 50 km. Mit der Staffel erreichte er Platz neun. Noch im gleichen Jahr gewann Wachter seine sechste Goldmedaille bei den Österreichischen Meisterschaften. 1975 gewann er den Dolomitenlauf in Lienz über 75 km. Mit dem Winter 1975/76 feierte Wachter seine erfolgreichste Saison. So wurde er zweimal Siebenter in Ramsau und Reit im Winkl. Bei den Olympischen Winterspielen 1976 in Innsbruck erreichte er mit Rang 19 über 15 km sein bestes Einzelresultat bei einem Großereignis. Nach den folgenden Plätzen 32 über 30 km und 24 über 50 km wurde er mit der Staffel am Ende Achter. 1977 gewann Wachter seinen letzten nationalen Titel. 1978 reichte es über 30 km nur zu Silber, was zudem seine letzte Einzelmedaille war. Im gleichen Jahr verhinderte eine Verletzung den Start bei den Weltmeisterschaften 1978 in Lahti. Auch für die Olympischen Winterspiele 1980 erreichte er nicht die Qualifikation.
Nach zwei weiteren Jahren beendete Wachter 1982 seine aktive Langläufer-Karriere und wurde Trainer. Zunächst betreute er Läufer im Kärntner Landesverband, wurde dann aber zur Saison 1983/84 Nationaltrainer der Österreicher im Skilanglauf-Weltcup. Dieses Amt übte er drei Jahre aus, bevor er von 1987 bis 2004 die Verantwortung für das Langlauftraining bei der Zollwache übernahm und dort neben den Skilangläufern auch die Biathleten betreute.